# Kirche Schönbach (Sachsen)

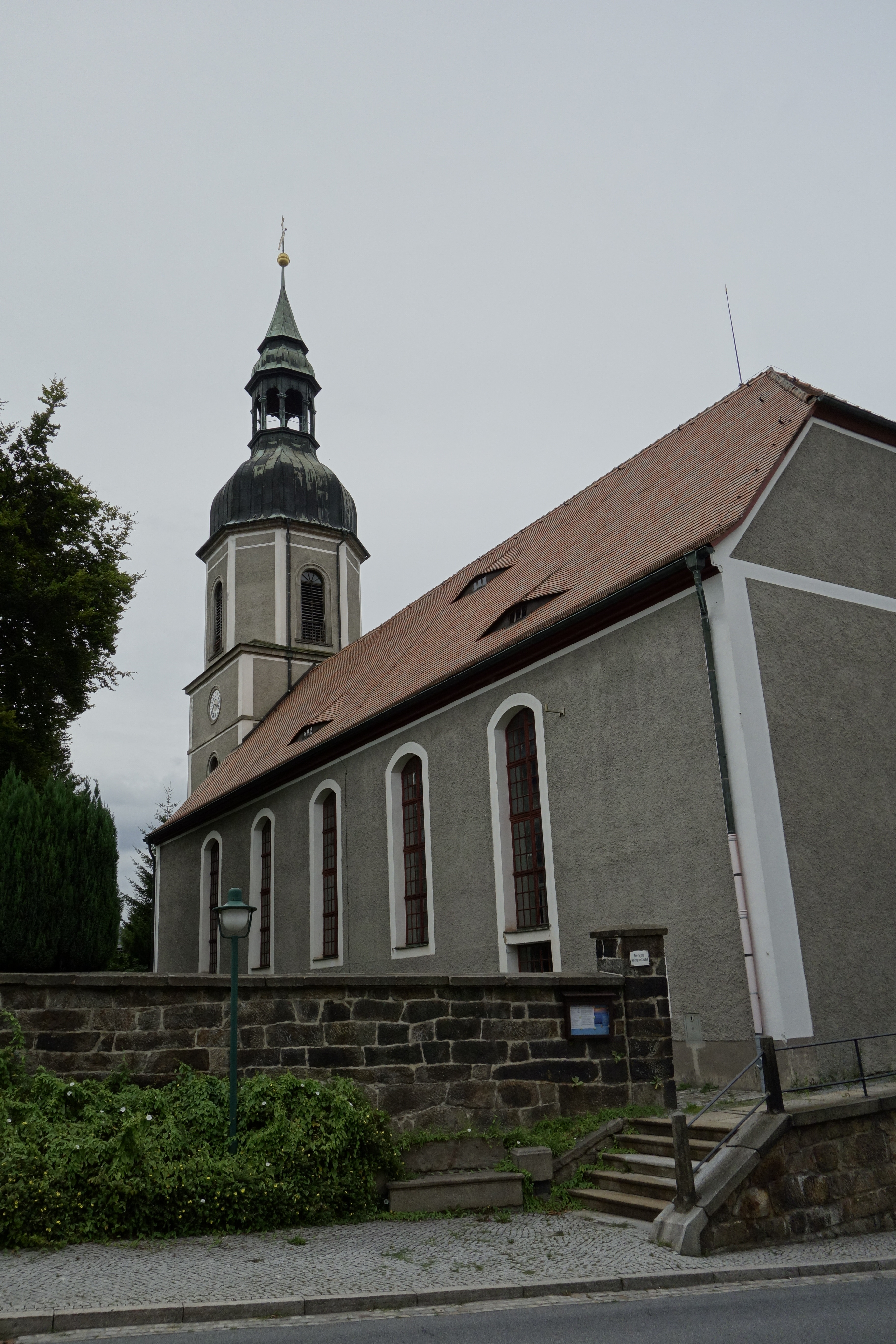
Kirche Schönbach (Juli 2017)

Die evangelische Kirche Schönbach ist eine klassizistische Saalkirche in Schönbach (Sachsen) im Landkreis Görlitz in Sachsen. Sie gehört zur Kirchengemeinde Schönbach-Dürrhennersdorf im Kirchenbezirk Löbau-Zittau der Evangelisch-Lutherischen Landeskirche Sachsens.

## Geschichte und Architektur
Die klassizistische Saalkirche wurde nach Abbruch einer bereits im 14. Jahrhundert erwähnten Kirche im Jahr 1780 unter Verwendung älterer Bauteile erbaut. Eine Erneuerung des Turms erfolgte in den Jahren 1880/81; in den Jahren 1929–1939 wurden die Emporen hinter dem Altar abgebrochen. Das Bauwerk ist ein verputzter Bruchsteinbau mit geradem Ostschluss und wird durch ein Satteldach geschlossen. An der Ostseite liegt der von einer zweiläufigen Treppe gerahmte Eingang; darüber ist eine Inschrifttafel mit der Jahreszahl 1780 angebracht. Der Turm im Westen ist auf quadratischem Grundriss erbaut, das Glockengeschoss ist oktogonal gebildet und wird von einer geschweiften Haube mit Laterne abgeschlossen.
Das Bauwerk ist ein flachgedeckter Saal mit zweigeschossigen Emporen auf der Nord- und Südseite, welche die gesamte Raumhöhe nutzen und von Flachbogenöffnungen abgeschlossen sind. Im Osten sind verglaste Patronatslogen eingebaut, an der Westseite die Orgelempore aus den Jahren 1929/1930. Durch Altarseitenwände und die hölzernen, bis zur Decke reichenden Flachbogen ist der Raum der Sakristei hinter dem Altar abgetrennt. An der Südseite wird das freigelegte Rundbogenportal als Nische genutzt.

## Ausstattung
Das Hauptstück der Ausstattung ist ein klassizistischer Kanzelaltar aus der Erbauungszeit in grün-weißer Fassung. Über dem schlichten Altartisch ist die polygonale Kanzel mit einfacher Brüstung angeordnet; der Schalldeckel ist mit Lambrequins verziert. Seitlich des Altars sind zwei Durchgänge angeordnet. Ein kelchartiger Tauftisch aus Holz ist aus der Erbauungszeit erhalten; die Reste eines Renaissancealtars an der südlichen Kirchenwand stammen aus der Zeit um 1600. In einem architektonischen Rahmen aus Volutenkonsolen, gedrehten ionischen Halbsäulen und schwerem Gesims ist ein Ölbild der Kreuzigung zu sehen.
Die große Orgel ist ein Werk von Friedrich Nikolaus Jahn aus dem Jahr 1853 mit heute 29 Registern auf zwei Manualen und Pedal, das mehrfach von Eule Orgelbau verändert und zuletzt im Jahr 2024 von Groß & Soldan restauriert wurde.